# Cadillac
Cadillac /ˈkædɪlæk/ là một bộ phận của công ty sản xuất ô tô Mỹ General Motors (GM), chuyên thiết kế và xây dựng xe hơi đắt tiền. Các thị trường chính của nó là Hoa Kỳ, Canada và Trung Quốc. Xe Cadillac được phân phối tại 34 thị trường khác trên toàn thế giới. Ô tô Cadillac đứng đầu trong lĩnh vực xe ôtô xa xỉ tại Hoa Kỳ. Trong năm 2017, doanh số bán hàng tại Mỹ của Cadillac là 156.440 xe và doanh số toàn cầu của hãng là 356.467 xe.
Cadillac là một trong những thương hiệu ô tô đầu tiên trên thế giới, đứng thứ hai tại Hoa Kỳ chỉ sau thương hiệu đồng hương GM Buick. Công ty được thành lập từ tàn dư của Công ty Henry Ford vào năm 1902. Nó được đặt theo tên của Antoine de la Mothe Cadillac, người thành lập Detroit, Michigan. Biển đồng Cadillac dựa trên phù hiệu của ông.
Vào thời điểm General Motors mua công ty vào năm 1909, Cadillac đã tự khẳng định mình là một trong những nhà sản xuất xe hơi hạng sang hàng đầu của Mỹ. Khả năng thay thế hoàn toàn của các bộ phận chính xác của nó đã cho phép nó đặt nền móng cho việc sản xuất hàng loạt ô tô hiện đại. Nó đã đi đầu trong những tiến bộ công nghệ, giới thiệu các hệ thống điện đầy đủ, hộp số tay không đụng hàng và mái thép. Thương hiệu đã phát triển ba động cơ, với động cơ V8 đặt tiêu chuẩn cho ngành công nghiệp ô tô Mỹ.
Cadillac đã có chiếc xe đầu tiên của Mỹ giành được Câu lạc bộ ô tô Hoàng gia của Vương quốc Dewar Trophy bằng cách chứng minh thành công khả năng thay thế cho các bộ phận cấu thành của nó trong cuộc kiểm tra độ tin cậy vào năm 1908; điều này đã tạo ra khẩu hiệu của công ty "Tiêu chuẩn của thế giới". Nó đã giành được chiếc cúp một lần nữa vào năm 1912 khi kết hợp khởi động điện và chiếu sáng trong một chiếc ô tô sản xuất.